# Marie Tomášová
Marie Tomášová (Dobrovice, 18 aprile 1929 – Mělník, 25 maggio 2025) è stata un'attrice ceca, moglie del regista teatrale Otomar Krejča.

## Biografia
Appartenente a una famiglia della buona borghesia colta, fin dalla giovinezza studiò musica e canto. Frequentò l'accademia d'arte drammatica, laureandosi nel 1952, e per alcuni anni recitò nel teatro stabile di Jihlava (1952-1953) e nel teatro regionale di Pilsen (1953-1955). Dal 1955 al 1965 lavorò come attrice teatrale nel Teatro Nazionale di Praga (in lingua ceca: Národní divadlo) mettendosi in evidenza soprattutto nel repertorio scespiriano. Nel 1965, assieme al drammaturgo Karel Kraus, all'attore Jan Triska e a Otomar Krejča, che poi Marie sposò l'anno successivo, lasciò il Teatro Nazionale di Praga per fondare il Divadlo za branou ("Teatro dietro la porta"). Fino al 1972 (anno in cui il teatro venne chiuso per intervento delle autorità politiche), questo teatro fu una delle istituzioni artistiche più feconde di Praga e la Tomášová divenne un'attrice famosa in tutta Europa. Nel 1969, in seguito all'invasione della Cecoslovacchia dal Patto di Varsavia, il "Teatro dietro la porta" subì degli interventi di "normalizzazione" che comportarono dapprima la privazione della direzione a Krejča e il divieto alla compagnia di lavorare all'estero e addirittura, nel 1972, la chiusura del teatro. Fino alla cosiddetta "Rivoluzione di velluto" (1990) Marie Tomášová non ottenne contratti permanenti, tranne brevi periodi di attività come attrice al teatro Lyra Pragensis di Praga. Riprese la sua attività col ritorno della democrazia nel suo paese.